# Équipe cycliste Adria Mobil

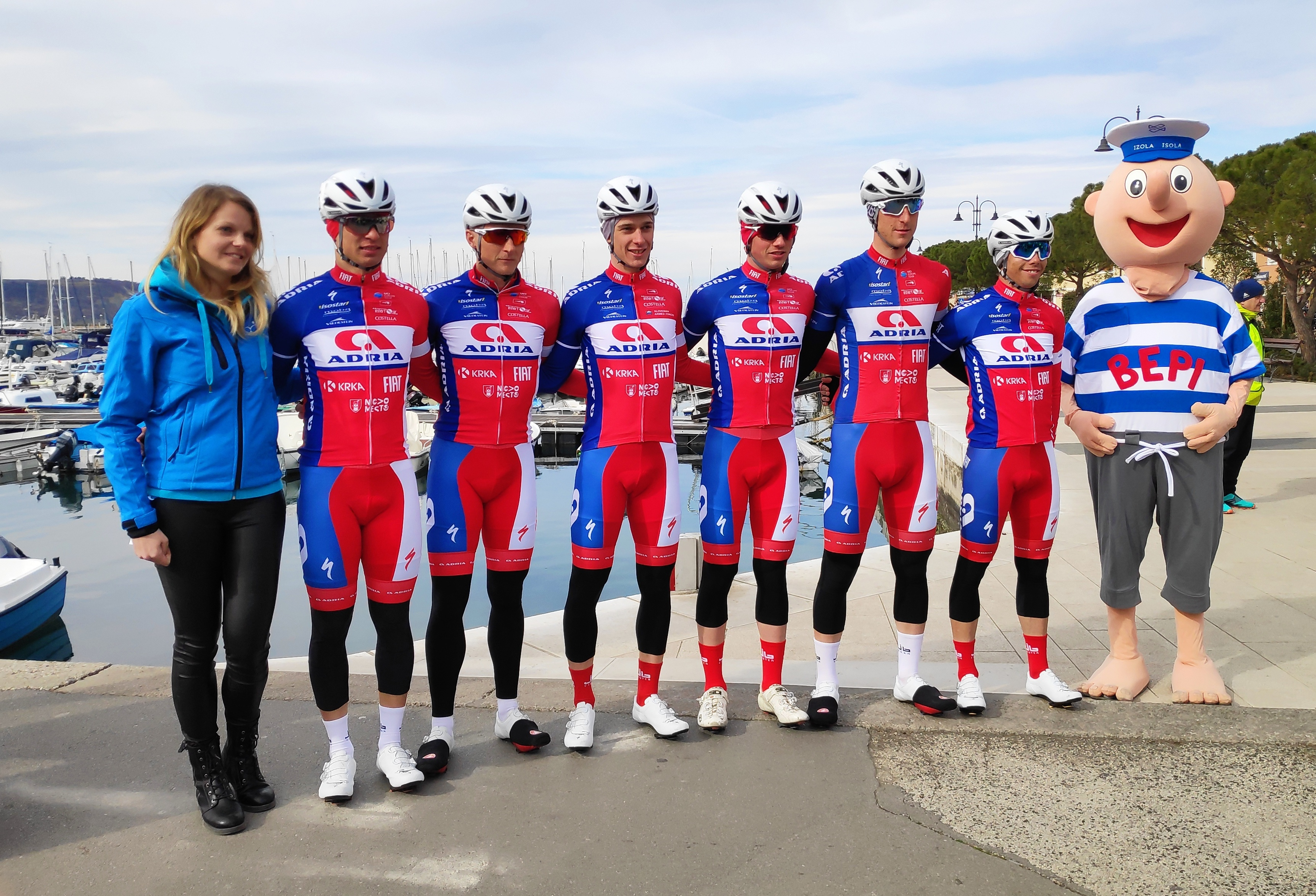
L'équipe sur le GP Izola 2019.

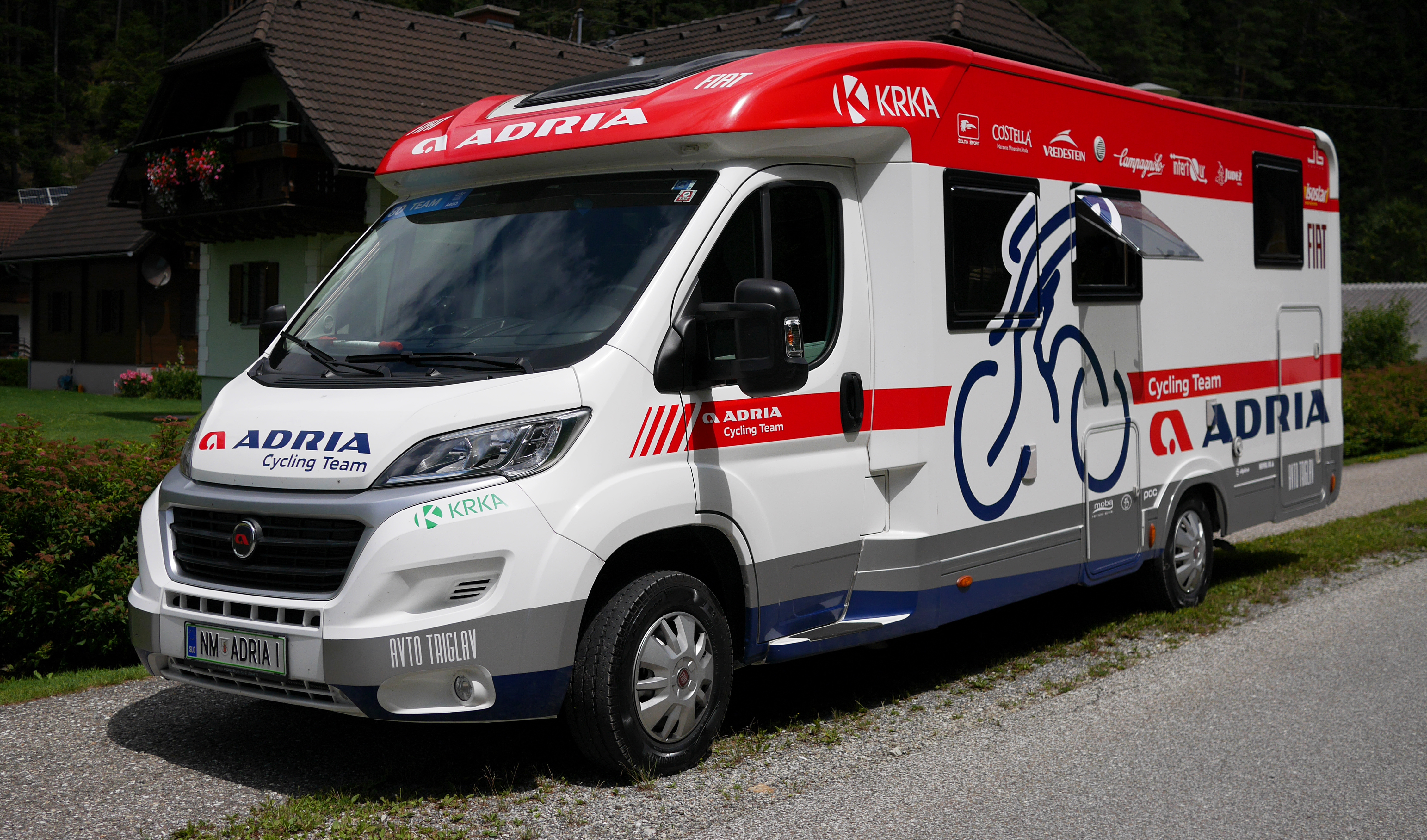
Véhicule de l'équipe.

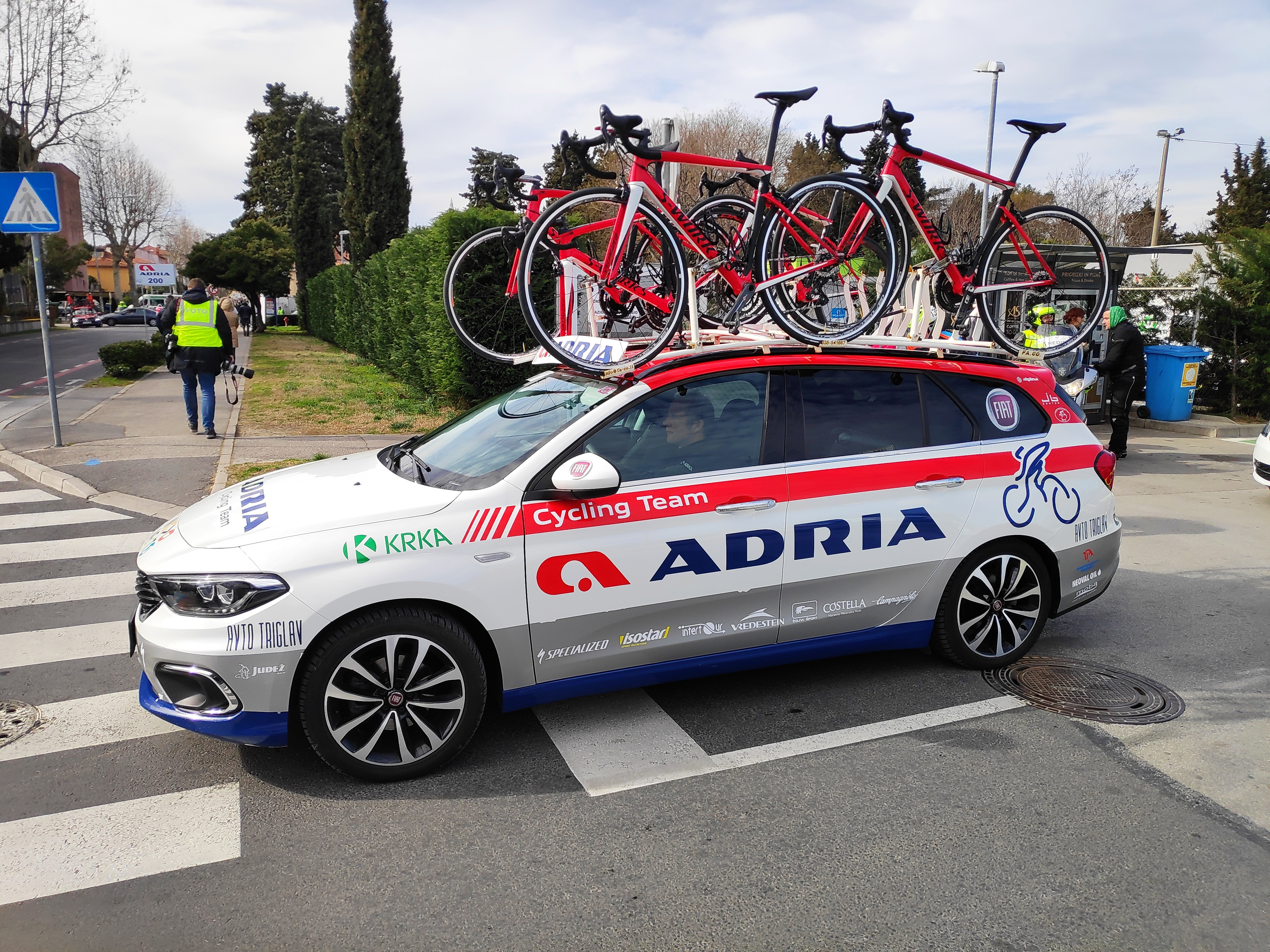
Véhicule de l'équipe.

Pour les camping cars, voir Adria Mobil.
L'équipe cycliste Adria Mobil  est une équipe cycliste slovène participant aux circuits continentaux de cyclisme et en particulier l'UCI Europe Tour. Elle a le statut d'équipe continentale depuis sa création en 2005.

## Dopage
En août 2007, Tomaž Nose apprend qu'il a été contrôlé positif au Testoviron lors de sa victoire au Tour de Slovénie un an plus tôt. Ce médicament est prohibé, mais il disposait d'une autorisation d'usage thérapeutique. Cette autorisation délivrée par le Comité olympique slovène n'était cependant pas valide dans le cadre d'une course sanctionnée par l'Union cycliste internationale pour laquelle une autorisation délivrée par l'UCI était nécessaire. Par conséquent, la fédération de cyclisme slovène prononce à l'encontre de Tomaž Nose une suspension de 20 mois à compter du 2 novembre 2006 et lui retire ses deux victoires sur le Tour de Slovénie
En avril 2018, lors du Tour de Croatie, un contrôle effectué sur Janez Brajkovič décèle une présence trop élevée de Methylhexaneamine. En raison de sa nature particulière, la présence de cette substance n'a pas entraîné de suspension automatique du coureur, bien que l'équipe l'ait immédiatement arrêté après avoir été informé de la situation en juillet. Brajkovič a réussi à prouver que la positivité avait été causée par un supplément contaminé acheté en ligne et accepté une suspension de 10 mois jusqu'au 1er juin 2019.

## Principales victoires

### Courses UCI
- Poreč Trophy : Simon Špilak (2006), Marko Kump (2007, 2015), Matej Gnezda (2010), Blaž Jarc (2011), Matej Mugerli (2012, 2013)
- Tour de Slovénie: Tomaž Nose (2006, 2007), Radoslav Rogina (2013), Primož Roglič (2015)
- Grand Prix Palio del Recioto : Robert Kišerlovski (2007)
- Grand Prix Kranj : Grega Bole (2008), Matej Gnezda (2010), Marko Kump (2019)
- Ljubljana-Zagreb : Robert Vrečer (2009), Kristjan Fajt (2011)
- Trofeo Zssdi : Marko Kump (2010)
- Zagreb-Ljubljana : Marko Kump (2012)
- Belgrade-Banja Luka I et II: Matej Mugerli (2012, 2013), Marko Kump (2012, 2015), Gašper Katrašnik (2018)
- Grand Prix Südkärnten : Marko Kump (2012)
- Budapest GP : Marko Kump (2012)
- Tour de Vojvodina I et II: Kristjan Fajt (2012), Marko Kump (2012)
- Umag Trophy : Aljaž Hočevar (2013), Matej Mugerli (2014), Marko Kump (2015)
- Grand Prix Industrie del Marmo : Matej Mugerli (2014)
- Istrian Spring Trophy : Matej Mugerli (2013)
- Grand Prix Sencur : Radoslav Rogina (2013)
- Classic Beograd-Cacak : Matej Mugerli (2013)
- Raiffeisen Grand Prix : Radoslav Rogina (2014)
- Giro del Medio Brenta : Klemen Štimulak (2014)
- Sibiu Cycling Tour : Radoslav Rogina (2014)
- Croatie-Slovénie : Primož Roglič (2014), Marko Kump (2015 et 2019), Dušan Rajović (2017 et 2018)
- Grand Prix Adria Mobil : Marko Kump (2015 et 2019), Tilen Finkšt (2023)
- Tour d'Azerbaïdjan : Primož Roglič (2015)
- Małopolski Wyścig Górski : Marko Kump (2015)
- Velothon Stockholm : Marko Kump (2015)
- Tour du lac Qinghai : Radoslav Rogina (2015)
- Grand Prix Izola/Slovenian Istria : Jure Golčer (2016), Dušan Rajović (2018), Marko Kump (2019)
- Grand Prix International de Rhodes : Dušan Rajović (2019)
- Visegrad 4 Kerekparverseny : Tilen Finkšt (2024)

### Championnats nationaux
- Championnats de Croatie sur route : 5
  - Course en ligne : 2014 et 2016 (Radoslav Rogina)
  - Contre-la-montre : 2014 (Bruno Maltar) et 2024 (Nicolas Gojković)
  - Course en ligne espoirs : 2015 (Josip Rumac)
- Championnats de Hongrie sur route : 1
  - Contre-la-montre : 2024 (Barnabás Peák)
- Championnats de Slovaquie sur route : 1
  - Contre-la-montre espoirs : 2023 (Martin Jurík)
- Championnats de Slovénie sur route : 9
  - Course en ligne : 2009 (Blaž Jarc), 2014 (Matej Mugerli) et 2022 (Kristijan Koren)
  - Contre-la-montre : 2013 (Klemen Štimulak)
  - Course en ligne espoirs : 2015 et 2016 (David Per)
  - Contre-la-montre espoirs : 2010 (Blaž Jarc), 2014 (David Per) et 2015 (Jon Božič)
- Championnats de Serbie sur route : 1
  - Contre-la-montre : 2017 (Dušan Rajović)

## Classements UCI
L'équipe participe aux épreuves des circuits continentaux et en particulier de l'UCI Europe Tour. Les tableaux ci-dessous présentent les classements de l'équipe sur les différents circuits, ainsi que son meilleur coureur au classement individuel.
UCI America Tour
| UCI America Tour | UCI America Tour       | UCI America Tour                          | UCI America Tour |
| Année            | Classement par équipes | Meilleur coureur au classement individuel |                  |
| ---------------- | ---------------------- | ----------------------------------------- | ---------------- |
| 2009             | 24e                    | Marko Kump (103e)                         |                  |
|                  |                        |                                           |                  |
| Source : UCI     |                        |                                           |                  |

UCI Asia Tour
| UCI Asia Tour | UCI Asia Tour          | UCI Asia Tour                             | UCI Asia Tour |
| Année         | Classement par équipes | Meilleur coureur au classement individuel |               |
| ------------- | ---------------------- | ----------------------------------------- | ------------- |
| 2010          | 34e                    | Mitja Mahorič (60e)                       |               |
| 2012          | 64e                    | Marko Kump (274e)                         |               |
| 2014          | 43e                    | Kristjan Fajt (73e)                       |               |
| 2015          | 8e                     | Marko Kump (8e)                           |               |
| 2016          | 94e                    | Gašper Katrašnik (580e)                   |               |
| 2017          | 44e                    | Radoslav Rogina (107e)                    |               |
| 2018          | 38e                    | Radoslav Rogina (49e)                     |               |
|               |                        |                                           |               |
| Source : UCI  |                        |                                           |               |

UCI Europe Tour
| UCI Europe Tour | UCI Europe Tour        | UCI Europe Tour                           | UCI Europe Tour |
| Année           | Classement par équipes | Meilleur coureur au classement individuel |                 |
| --------------- | ---------------------- | ----------------------------------------- | --------------- |
| 2005            | 82e                    | Miha Švab (326e)                          |                 |
| 2006            | 40e                    | Tomaž Nose (60e)                          |                 |
| 2007            | 35e                    | Tomaž Nose (76e)                          |                 |
| 2008            | 50e                    | Grega Bole (47e)                          |                 |
| 2009            | 16e                    | Grega Bole (26e)                          |                 |
| 2010            | 28e                    | Matej Gnezda (46e)                        |                 |
| 2011            | 27e                    | Blaž Furdi (61e)                          |                 |
| 2012            | 10e                    | Marko Kump (4e)                           |                 |
| 2013            | 6e                     | Matej Mugerli (4e)                        |                 |
| 2014            | 14e                    | Matej Mugerli (13e)                       |                 |
| 2015            | 13e                    | Marko Kump (5e)                           |                 |
| 2016            | 36e                    | David Per (160e)                          |                 |
| 2017            | 84e                    | Dušan Rajović (409e)                      |                 |
| 2018            | 41e                    | Dušan Rajović (246e)                      |                 |
| 2019            | 34e                    | Marko Kump (212e)                         |                 |
| 2020            | 48e                    | Janez Brajkovič (281e)                    |                 |
| 2021            | 62e                    | Kristjan Hočevar (408e)                   |                 |
| 2022            | 52e                    | Tilen Finkšt (361e)                       |                 |
| 2023            | 33e                    | -                                         |                 |
|                 |                        |                                           |                 |
| Source : UCI    |                        |                                           |                 |

UCI Oceania Tour
| UCI Oceania Tour | UCI Oceania Tour       | UCI Oceania Tour                          | UCI Oceania Tour |
| Année            | Classement par équipes | Meilleur coureur au classement individuel |                  |
| ---------------- | ---------------------- | ----------------------------------------- | ---------------- |
| 2010             | 25e                    | Blaž Jarc (65e)                           |                  |
|                  |                        |                                           |                  |
| Source : UCI     |                        |                                           |                  |

L'équipe est également classée au Classement mondial UCI qui prend en compte toutes les épreuves UCI et concerne toutes les équipes UCI.
| Classement mondial | Classement mondial     | Classement mondial                        | Classement mondial |
| Année              | Classement par équipes | Meilleur coureur au classement individuel |                    |
| ------------------ | ---------------------- | ----------------------------------------- | ------------------ |
| 2016               | -                      | David Per (342e)                          |                    |
| 2017               | -                      | Dušan Rajović (546e)                      |                    |
| 2018               | -                      | Radoslav Rogina (303e)                    |                    |
| 2019               | 60e                    | Marko Kump (260e)                         |                    |
| 2020               | 78e                    | Janez Brajkovič (343e)                    |                    |
| 2021               | 95e                    | Kristjan Hočevar (505e)                   |                    |
| 2022               | 93e                    | Tilen Finkšt (455e)                       |                    |
| 2023               | 65e                    | Gal Glivar (427e)                         |                    |
| 2024               | 83e                    | Barnabás Peák (512e)                      |                    |
|                    |                        |                                           |                    |
| Source : UCI       |                        |                                           |                    |

## Adria Mobil en 2025
Effectif
| Effectif 2025            | Effectif 2025     | Effectif 2025 | Effectif 2025                 |
| Cycliste                 | Date de naissance | Pays          | Équipe précédente             |
| ------------------------ | ----------------- | ------------- | ----------------------------- |
| Tilen Finkšt             | 6 juillet 1997    | Slovénie      | Ljubljana Gusto Santic (2021) |
| Nik Golob                | 8 octobre 2006    | Slovénie      |                               |
| Vid Murn                 | 30 juin 2006      | Slovénie      |                               |
| Teo Pečnik               | 31 mars 2002      | Slovénie      | Sava Kranj Cycling (2024)     |
| Nejc Peterlin            | 17 août 2006      | Slovénie      |                               |
| Anže Skok                | 15 septembre 2000 | Slovénie      | Ljubljana Gusto Santic (2023) |
| Marcel Skok              | 23 mai 2005       | Slovénie      |                               |
| Jaka Špoljar             | 4 mars 2003       | Slovénie      | Tirol KTM Cycling Team (2023) |
| Aljaž Turk               | 23 décembre 2004  | Slovénie      |                               |
| Matic Žumer              | 19 novembre 1997  | Slovénie      | Sava Kranj Cycling (2024)     |
|                          |                   |               |                               |
| Source : ProCyclingStats |                   |               |                               |

Victoires
| Victoires | Victoires | Victoires | Victoires | Victoires | Victoires |
| Date      | Course    | Pays      | Classe    | Vainqueur |           |
| --------- | --------- | --------- | --------- | --------- | --------- |